# The 2nd Law
The 2nd Law è il sesto album in studio del gruppo musicale britannico Muse, pubblicato il 1º ottobre 2012 dalla Warner Bros. Records.

## Antefatti
Le prime registrazioni per la realizzazione di The 2nd Law sono cominciate nel mese di settembre 2011, fatto confermato dal bassista Chris Wolstenholme in un'intervista concessa a BBC Radio 1:
 Il 14 dicembre 2011, durante un'intervista a Kerrang!, Wolstenholme ha affermato che il sesto album sarebbe stato «qualcosa di radicalmente differente» rispetto agli album precedenti e che si sentiva come se il gruppo fosse giunto al punto di «tracciare una linea sotto un certo periodo» della loro carriera attraverso questa pubblicazione. Tramite il proprio account Twitter, il manager del gruppo Tom Kirk ha confermato che il compositore David Richard Campbell avrebbe aiutato Matthew Bellamy a comporre musicalmente il disco. Il 18 ottobre 2011 il manager dei Muse Anthony Addis ha affermato che il trio aveva cominciato le registrazioni dell'album, rivelando che sarebbe potuto uscire entro l'ottobre del 2012.
Il 6 giugno 2012 il gruppo ha pubblicato un trailer rivelando il titolo dell'album e la data iniziale della sua pubblicazione. Nel trailer è possibile ascoltare uno spezzone di un brano incorporante elementi sinfonici ed altri influenzati dal dubstep, rivelatosi essere The 2nd Law: Unsustainable. Il giorno successivo i Muse hanno annunciato le prime date per la promozione dell'album, tenutesi in Europa. Nello stesso giorno inoltre, Bellamy ha spiegato che il gruppo avrebbe incluso elementi provenienti dalla musica elettronica, con influenze tratte da artisti quali Justice e Does It Offend You, Yeah?.

## Promozione
Nella serata del 27 giugno 2012 l'emittente radiofonica britannica BBC Radio 1 ha trasmesso in anteprima mondiale il brano Survival, reso disponibile poco dopo per il download digitale ed impiegato come brano ufficiale per i Giochi olimpici di Londra 2012, evento al quale i Muse lo hanno proposto per la prima volta dal vivo; Survival è stato successivamente inserito nella raccolta ufficiale delle olimpiadi A Symphony of British Music: Music for the Closing Ceremony of the London 2012 Olympic Games, uscita il 20 agosto.
Il 13 luglio i Muse hanno rivelato attraverso il proprio sito ufficiale la lista tracce dell'album, mentre il 9 agosto hanno reso disponibile in anteprima il video musicale di The 2nd Law: Unsustainable a tutti coloro che hanno pre-ordinato l'album dal loro sito ufficiale, caricandolo il giorno successivo anche sul proprio canale YouTube. Il 20 agosto il gruppo ha pubblicato per il download digitale il primo singolo estratto dall'album, Madness, accompagnato nello stesso giorno dal relativo lyric video; il video è invece uscito il 4 settembre.
Il 20 settembre 2012, durante il concerto a Colonia, i Muse hanno eseguito per la prima volta dal vivo Supremacy, Panic Station, Animals, Save Me e Follow Me, mentre quattro giorno più tardi hanno reso disponibile The 2nd Law in streaming per un periodo limitato di tempo, pubblicandolo infine il 1º ottobre nei formati CD, doppio LP e download digitale, quest'ultimo reso disponibile sia in MP3 sia in FLAC; il 2 ottobre è stato pubblicato il video di The 2nd Law: Isolated System, anch'esso reso disponibile precedentemente in anteprima a coloro che hanno pre-ordinato l'album.
1º novembre 2012 è stato pubblicato un lyric video per Follow Me, brano estratto come secondo singolo il 7 dicembre in una versione remixata da Jacques Lu Cont ed accompagnato dal video musicale quattro giorni più tardi. Nel mese di gennaio 2013, i Muse, in collaborazione con Genero.tv, hanno lanciato un concorso aperto a tutti i fan per realizzare il video di Animals, settima traccia dell'album: i vincitori del concorso sono stati i portoghesi Inês Freitas e Miguel Mendes. Intorno allo stesso periodo è stato reso pubblico il lyric video del brano d'apertura Supremacy, pubblicato come terzo singolo il 20 febbraio nella versione dal vivo eseguita ai BRIT Awards 2013.
Nel mese di aprile 2013 il brano Big Freeze è entrato in rotazione radiofonica esclusivamente in Francia, mentre al termine del mese è stato pubblicato il video di Panic Station, pubblicato come singolo il 31 maggio.

## Copertina
La copertina di The 2nd Law, tratta dall'Human Connectome Project, rappresenta la mappa dei percorsi del cervello umano, «monitorando i circuiti nelle nostre teste ed elaborando le informazioni con colori brillanti al neon».
Si tratta del primo album nella carriera del gruppo a presentare il logo della Parental Advisory, a causa della volgarità contenuta nel testo di Panic Station.

## Stile musicale
In un'intervista, il gruppo affermò che album incorpora elementi provenienti dal rock sinfonico, dubstep e dal synth pop. Dominic Howard svelò inoltre che Skrillex è stato un punto di riferimento per la composizione di The 2nd Law: Unsustainable, la quale è stata inserita in piccola parte nel trailer relativo all'album. Nel disco sono presenti sonorità che ricordano Queen, U2, INXS e Led Zeppelin.
Per la prima volta nella carriera del gruppo anche il bassista Chris Wolstenholme ha composto alcuni brani, Save Me e Liquid State, che parlano della sua battaglia contro l'alcolismo. In entrambe le canzoni, Wolstenholme è la voce principale.

## Tracce
Testi e musiche di Matthew Bellamy, eccetto dove indicato.
1. Supremacy – 4:55
2. Madness – 4:39
3. Panic Station – 3:04
4. Prelude – 0:57
5. Survival – 4:17
6. Follow Me – 3:50
7. Animals – 4:22
8. Explorers – 5:46
9. Big Freeze – 4:39
10. Save Me – 5:08 (Chris Wolstenholme)
11. Liquid State – 3:02 (Chris Wolstenholme)
12. The 2nd Law: Unsustainable – 3:48
13. The 2nd Law: Isolated System – 4:59

DVD bonus presente nell'edizione speciale
1. The Making of The 2nd Law – 32:25
2. Bonus Feature – 7:47

## Formazione
Gruppo
- Matthew Bellamy – voce, chitarra, tastiera, sintetizzatore, arrangiamento strumenti ad arco
- Chris Wolstenholme – basso, voce, sintetizzatore, voce principale (tracce 10 e 11)
- Dominic Howard – batteria, percussioni, sintetizzatore

Altri musicisti
- Alessandro Cortini – sintetizzatori aggiuntivi
- David Campbell – arrangiamento strumenti ad arco
- Alyssa Park – primo violino
- Ruth Bruegger – violino
- Kevin Connolly – violino
- Mario Deleon – violino
- Tamara Hatwan – violino
- Gerardo Hilera – violino
- Songa Lee – violino
- Serena McKinny – violino
- Sara Parkins – violino
- Michele Richards – violino
- Sara Thornblade – violino
- Josefin Vergara – violino
- Steve Richards – violoncello principale
- Erika Duke-Kirkpatrick – violoncello
- Suzie Katayama – violoncello
- George Kim Scholes – violoncello
- Dave Stone – contrabbasso
- Oscar Hidalgo – contrabbasso
- Joseph Meyer – corno francese
- Nathan Campbell – corno francese
- Alan Kaplan – trombone
- Charles Morillas – trombone
- Nick Lane – trombone
- Craig Gosnell – trombone
- Tom Saviano – sassofono tenore
- Donald Marchese – sassofono baritono
- Bobbi Page – coro
- Susie Stevens Logan – coro
- Teri Koide – coro
- Bech Anderson – coro
- Karen Whipple Schnurr – coro
- Joanna Bushnell – coro
- Baraka Williams – coro
- Kimberley Lingo Hinze – coro
- Scottie Haskell – coro
- Karen Harper – coro
- Francesca Proponis – coro
- Clydene Jackson – coro
- Boddicker Edie-Lehmann – coro
- Raven Kane – coro
- Chyla Anderson – coro
- Kathryn Reid – coro
- Walter Harrah – coro
- Gerald White – coro
- John Kimberling – coro
- Gregory Whipple – coro
- Gabriel Mann – coro
- Antonio Sol – coro
- Oren Waters – coro
- Christian Ebner – coro
- Gregory Jasperse – coro
- Aaron Page – coro
- Guy Maeda – coro
- Michael Geiger – coro
- Robert Joyce – coro
- Reid Bruton – coro
- Wayne Bergeron – tromba solista (traccia 1)
- Steve Madaio – tromba (traccia 3)
- Charles Finday – tromba (traccia 3)
- Tom Kirk – cantato aggiuntivo (traccia 5)
- Katie Razzall – spoken word (tracce 12 e 13)

Produzione
- Muse – produzione
- Tommaso Colliva – produzione aggiuntiva, ingegneria, missaggio (traccia 4), missaggio aggiuntivo (traccia 6)
- Adrian Bushby – produzione aggiuntiva, ingegneria
- Nero – produzione aggiuntiva e missaggio (traccia 6)
- Chris Lord-Alge – missaggio (tracce 1, 5, 7, 9 e 12)
- Mark "Spike" Stent – missaggio (tracce 2, 8 e 10)
- Rich Costey – missaggio (tracce 3, 11 e 13)
- Matthew Bellamy – missaggio aggiuntivo (traccia 6)
- Paul Reeve – produzione vocale aggiuntiva (tracce 10 e 11)

## Classifiche

### Classifiche settimanali
| Classifica (2012)          | Posizione massima |
| -------------------------- | ----------------- |
| Australia                  | 2                 |
| Austria                    | 1                 |
| Belgio (Fiandre)           | 1                 |
| Belgio (Vallonia)          | 1                 |
| Canada                     | 2                 |
| Danimarca                  | 2                 |
| Finlandia                  | 1                 |
| Francia                    | 1                 |
| Germania                   | 2                 |
| Irlanda                    | 2                 |
| Italia                     | 1                 |
| Norvegia                   | 1                 |
| Nuova Zelanda              | 1                 |
| Paesi Bassi                | 1                 |
| Portogallo                 | 1                 |
| Regno Unito                | 1                 |
| Regno Unito (rock & metal) | 1                 |
| Spagna                     | 2                 |
| Stati Uniti                | 2                 |
| Stati Uniti (alternative)  | 2                 |
| Stati Uniti (rock)         | 2                 |
| Svezia                     | 1                 |
| Svizzera                   | 1                 |
| Ungheria                   | 2                 |

### Classifiche di fine anno
| Classifica (2012) | Posizione |
| ----------------- | --------- |
| Australia         | 73        |
| Italia            | 20        |
| Regno Unito       | 32        |
| Classifica (2013) | Posizione |
| Belgio (Fiandre)  | 63        |
| Belgio (Vallonia) | 30        |
| Italia            | 46        |
| Paesi Bassi       | 96        |
| Stati Uniti       | 113       |
| Svizzera          | 47        |

## Date di pubblicazione
L'album è stato pubblicato in tutto il mondo il 1º ottobre 2012, eccetto nei seguenti paesi:
| Paese       | Data              |
| ----------- | ----------------- |
| Australia   | 28 settembre 2012 |
| Austria     | 28 settembre 2012 |
| Belgio      | 28 settembre 2012 |
| Germania    | 28 settembre 2012 |
| Paesi Bassi | 28 settembre 2012 |
| Svizzera    | 28 settembre 2012 |
| Irlanda     | 1º ottobre 2012   |
| Regno Unito | 1º ottobre 2012   |
| Canada      | 2 ottobre 2012    |
| Italia      | 2 ottobre 2012    |
| Stati Uniti | 2 ottobre 2012    |
| Giappone    | 3 ottobre 2012    |
| Svezia      | 3 ottobre 2012    |